# Туризм в Карачаево-Черкесии
Туризм в Карачаево-Черкесии — часть туризма в России на территории Карачаево-Черкесии. Основными направлениями туризма в республике являются горнолыжный и курортный туризм. Помимо этого, развиты пешеходный и конный туризм, дельтапланеризм.
Государственное управление туризмом в республике осуществляет Министерство туризма и курортов Карачаево-Черкесской Республики.

## История развития туризма в Карачаево-Черкесии
В 1920-х годах началось развитие туризма в районе горной территории Домбай, предпосылкой чему были отдельные туристские группы, которые бывали в этих местах с 1911 года. В 1921 году здесь появилась первая организованная туристская база. В августе 1925 года один из основоположников альпинизма в СССР Борис Делоне совершил восхождение на пик Софруджу (к югу от нынешнего посёлка Домбай), после чего началось системное обследование и описание окрестных вершин и перевалов. В 1926 году был учреждён туристский маршрут по Военно-Сухумской дороге (впоследствии — Всесоюзный туристский маршрут № 43).
С 1935 года в верховье речки Алибек начал работу альпинистский лагерь «Алибек» — один из старейших на Кавказе.
В 1937 году в Домбае строится база отдыха учёных Комиссии содействия учёным Академии наук СССР в котором размещались альпинистские лагеря «Молния», «Медик» (с 1952 года), затем, в 1958—1959 годах — «Белалакая» (назван по имени горной вершины к юго-западу от посёлка). В 1960 году лагерь был передан в ведение Карачаево-Черкесского обкома КПСС как база отдыха. Ныне это гостиница «Солнечная долина». По некоторым данным, с 1940 года в Домбае осуществляются спуски и восхождения альпинистов на горных лыжах.
После выхода постановления Совета министров РСФСР № 10001 от 2 января 1960 года «О развитии базы отдыха, туризма, горных лыж в высокогорных районах КЧАО» начато масштабное строительство спортивного комплекса на Домбайской поляне. В 1972 году введена в строй гостиница «Домбай» за которую архитекторы в 1975 году получили Государственную премию РСФСР в области архитектуры, в 1976 году — гостиница «Крокус». К 1977 году по проекту В. К. Жилкина был построен Международный молодёжный центр «Горные вершины», входивший в систему Бюро международного молодёжного туризма «Спутник» при ЦК ВЛКСМ. К 1984 году была реконструирована гостиница «Солнечная долина».
В 1976 году было начато строительство самого известного «долгостроя» Домбая — 18-этажной гостиницы «Аманауз» (по проекту В. К. Жилкина). Дальнейшее развитие поселка осуществлялось в соответствии с постановлением Совета министров РСФСР и ВЦСПС от 6 ноября 1981 года № 600 «О мерах по дальнейшему развитию в 1982—1990 годах города Теберды и курортного посёлка Домбай Карачаево-Черкесской автономной области Ставропольского края как зоны туризма и курорта». которым, первоначально в качестве срока ввода в эксплуатацию туристской гостиницы «Аманауз» на 630 мест с общественным центром был обозначен 1985 год. Затем уже Правительством РФ гостиница включалась в список приоритетных объектов для строительства и реконструкции в 1993—1994 годах. Однако проект так и не был реализован до конца, строительство гостиницы «Аманауз» осталось незавершённым.
Одновременно со строительством гостиниц и турбаз строились канатные дороги — маятниковая (введена в эксплуатацию в 1986 году), 5 очередей строительства однокресельных и парнокресельных дорог на гору Мусса-Ачитара (Мусат-Чери, завершены к 1970, 1971, 1976, 1983 и 1987 годам соответственно). Уже в постсоветский период, в 2004—2007 годах, сооружены три очереди новой канатной дороги — один участок гондольной и 2 участка многокресельной, которые доставляют лыжников на самую вершину горы Мусса-Ачитара (около 3200 м).
В 2003 году Народным Собранием Карачаево-Черкесской Республики был принят Закон Карачаево-Черкесской республики «О развитии туристско-рекреационного комплекса „Домбай-Архыз“» № 56-РЗ от 16.10.2003.
2 декабря 2010 года в соответствии с постановлением правительства Российской Федерации от 14 октября 2010 г. № 833 «О создании туристического кластера в Северо-Кавказском федеральном округе, Краснодарском крае и Республике Адыгея» было создано АО «Курорты Северного Кавказа» для управления особыми экономическими зонами туристско-рекреационного типа в том числе и на территории Зеленчукского района Карачаево-Черкесской Республики.
Согласно постановлению правительства Российской Федерации № 1195 от 29 декабря 2011 г. «Об особых экономических зонах в Северо-Кавказском федеральном округе», границы созданных ранее особой экономической зоны были расширены, в том числе и за счёт Урупского района Карачаево-Черкесской Республики. Также Постановлением Правительства Карачаево-Черкесской Республики от 21.11.2011, № 418 была утверждена «Концепция развития туризма в Карачаево-Черкесской Республике на период до 2015 года», а Постановлением Правительства Карачаево-Черкесской Республики от 04.08.2011 года N 245 была утверждена республиканская целевая программа «Развитие туризма в Карачаево-Черкесской Республике на период до 2016 года».
По состоянию на октябрь 2016 года проект туристического кластера под управлением АО «Курорты Северного Кавказа» включал в себя шесть всесезонных туристско-рекреационных комплексов в число которых входит особая экономическая зона «Архыз» на территории Зеленчукского и Урупского муниципальных районов Карачаево-Черкесской Республики.
В 2017 году Карачаево-Черкесия показала одни из самых высоких темпов роста внутреннего туризма в России, прирост составил 20 %. Всего в 2017 году республику посетили 1 миллионов 200 тысяч человек.
В 2018 году республику посетили 1 миллион 350 тысяч человек, что показало прирост на 12,5 % по сравнению с предыдущим годом.

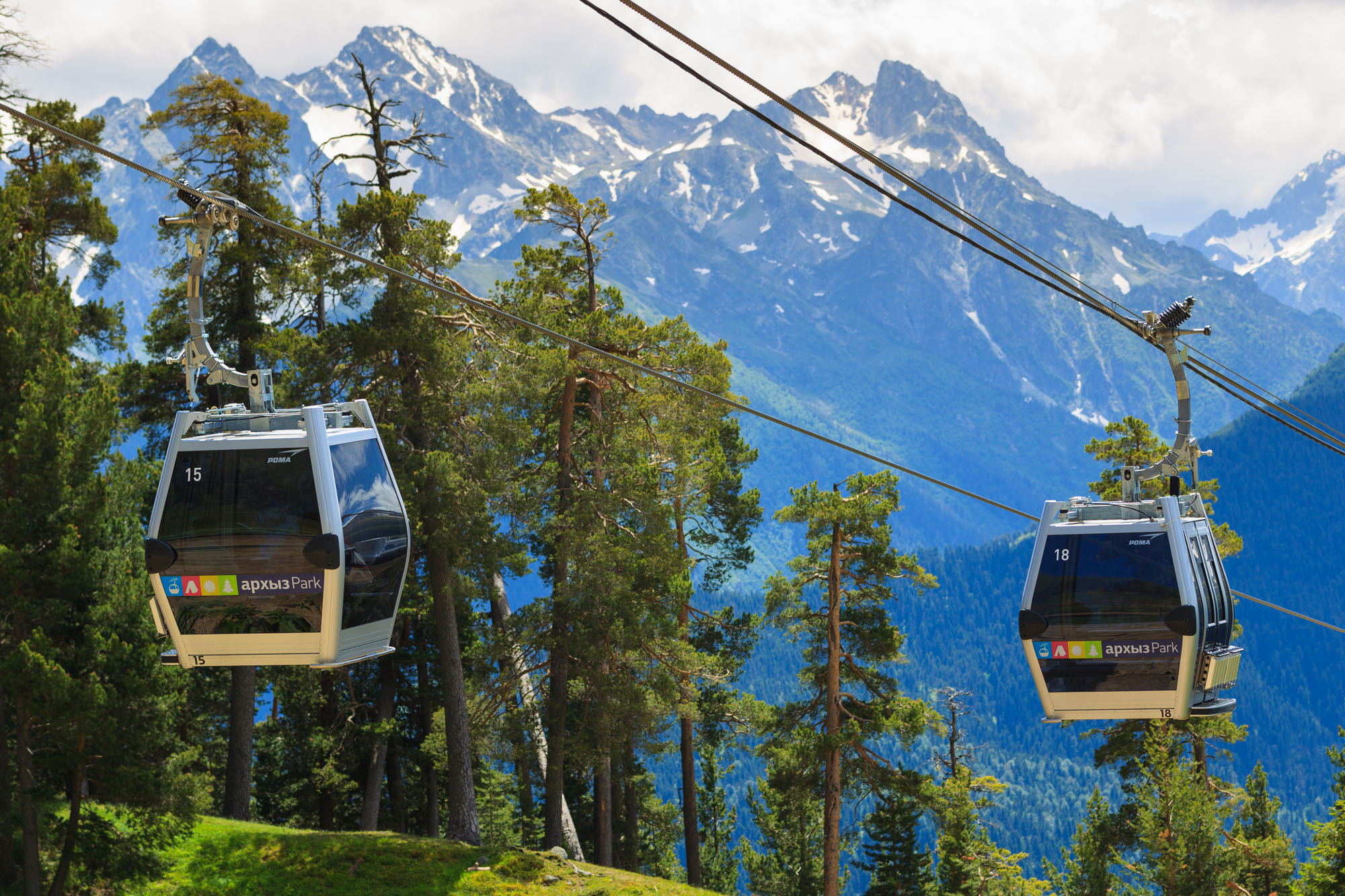
Гондольная канатная дорога на курорте «Архыз»
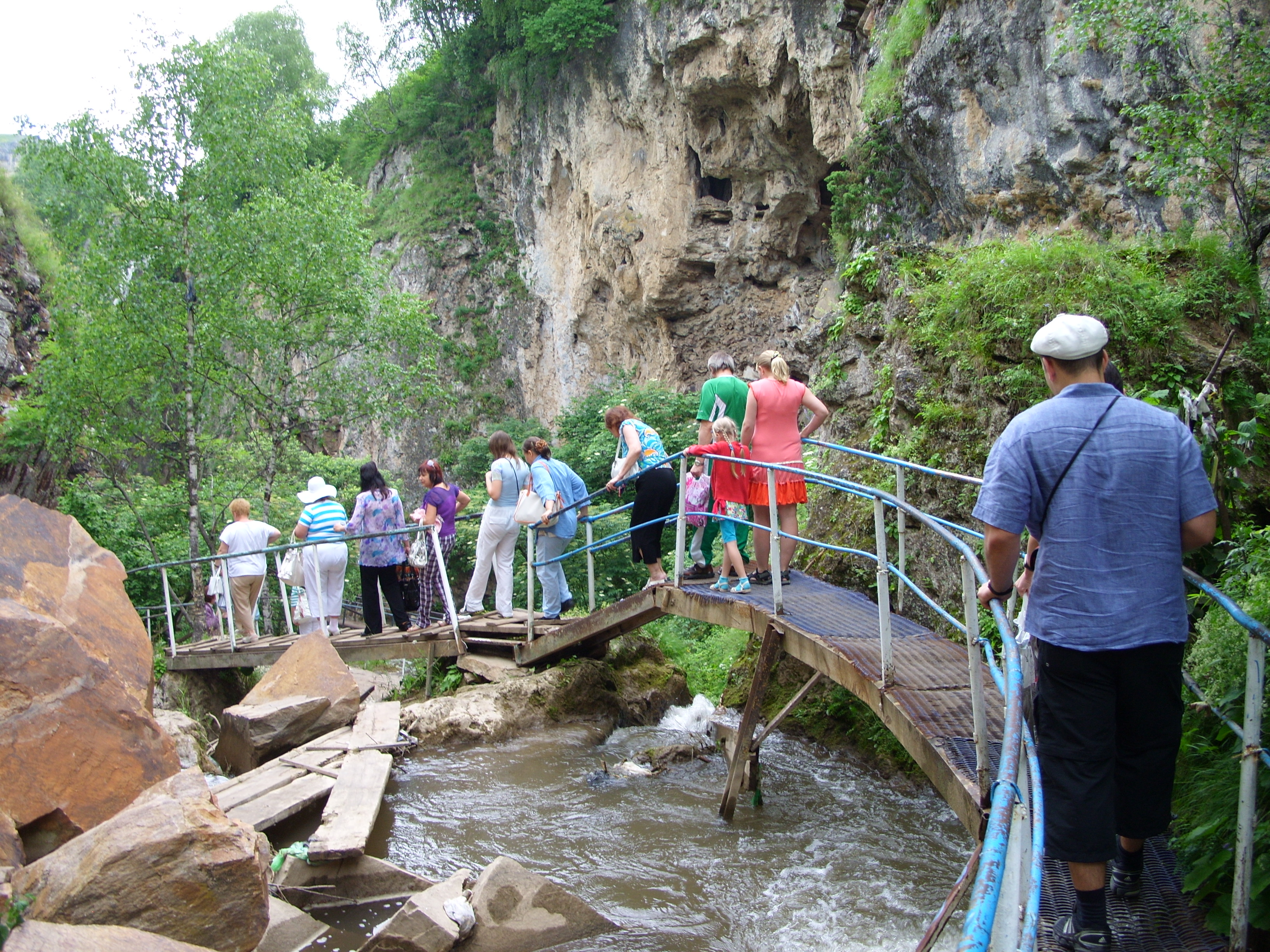
Экскурсия на Медовые водопады
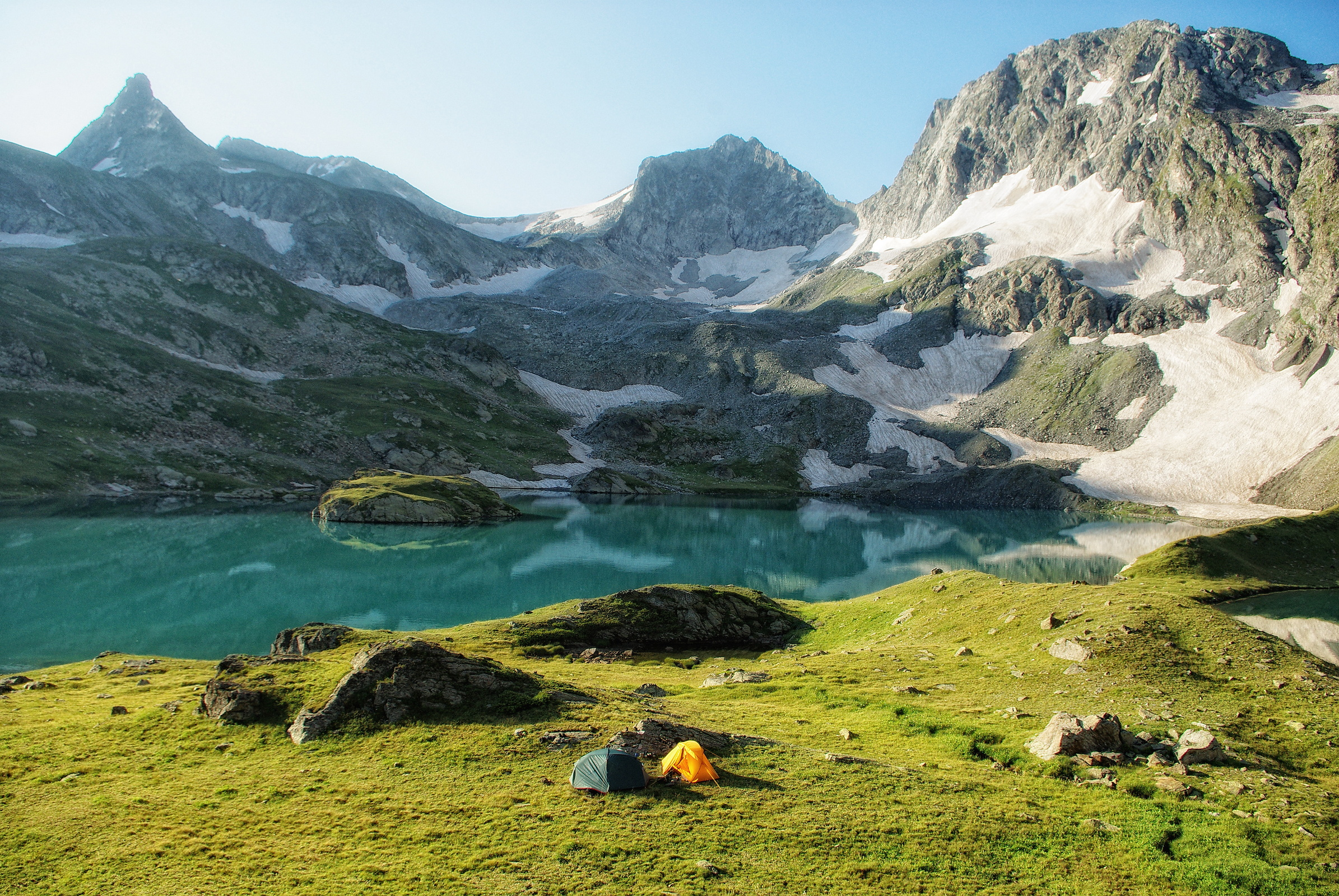
Туристические палатки на берегу большого Имеретинского озера
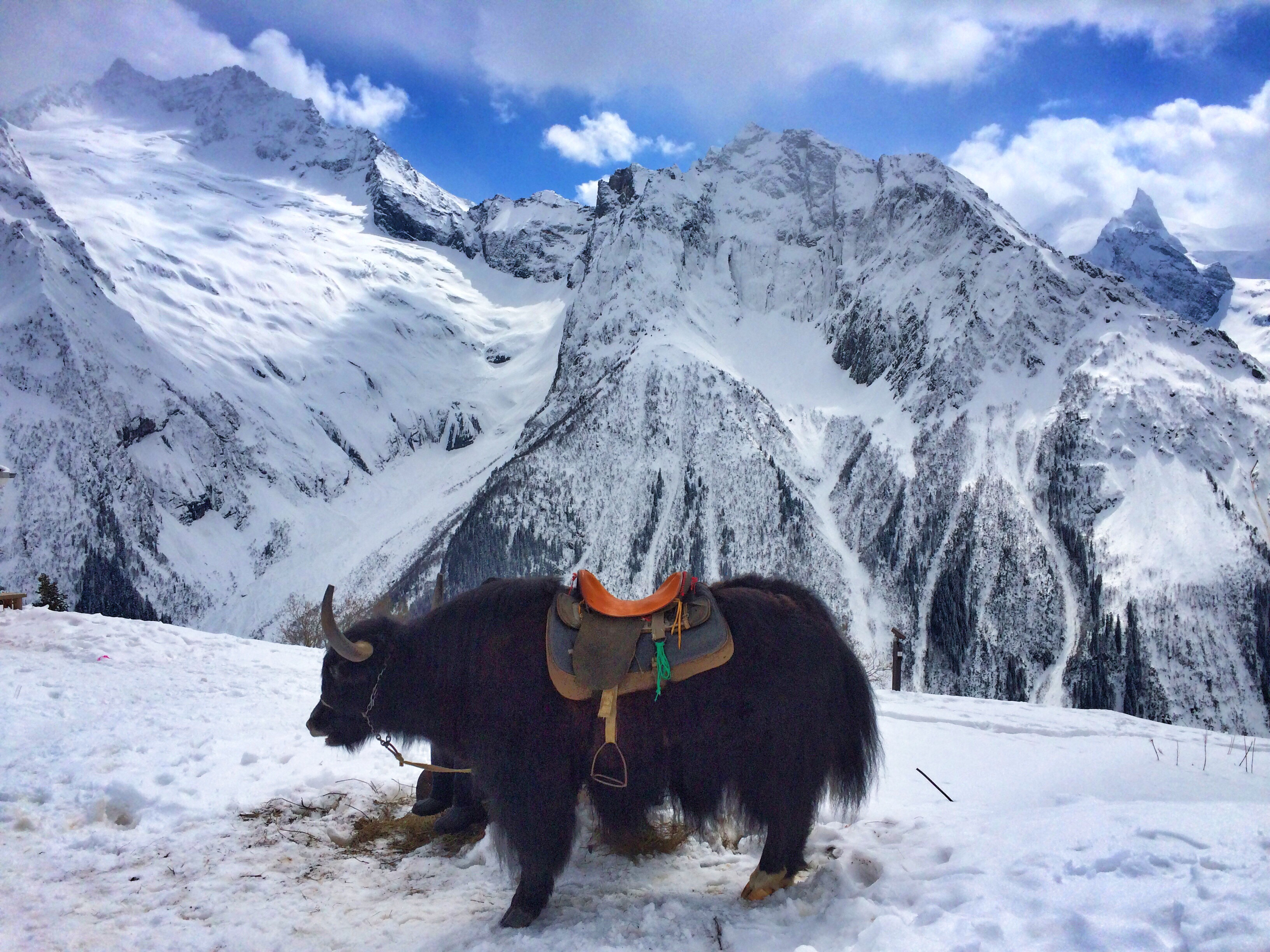
Як в Домбае. Вид на Главный Кавказский хребет

## Виды туризма в Карачаево-Черкесии

### Горнолыжный туризм
Домбай — известный российский центр зимнего спорта. На курорте работают канатные дороги:
- 5 очередей однокресельных (1-я и 2-я очереди, транспортные функции) и парнокресельных (3-я, 4-я и 5-я, обслуживание лыжных трасс) канатных дорог;
- маятниковая канатная дорога на склон горы Мусса-Ачитара, дублирующая 1-ю и 3-ю очереди подвесной кресельной дороги;
- комплекс из гондольной дороги и 2 многокресельных участков, построенный в 2000-е годы и дублирующий старую кресельную дорогу;
- так называемая «югославская» парнокресельная дорога, достроенная к 2000 году и частично дублирующая 5-ю очередь старой дороги;
- сеть бугельно-буксировочных дорог (длиной 100—300 метров), обслуживающих небольшие склоны для катания[15].

Всесезонный горнолыжный курорт «Архыз» находится на территории Зеленчукского и Урупского районов Карачаево-Черкесской Республики. Курорт был запущен в тестовую эксплуатацию 21 декабря 2013 года. За первый сезон его посетили свыше 35 тысяч туристов. В данный момент «Архыз» включает в себя две туристические деревни: Романтик и Лунная поляна. Горнолыжная инфраструктура курорта представлена семью трассами общей протяжённостью 14,8 км всех категорий сложности. Подъём к верхним точкам трасс (высочайшая — на отметке 2240 м) обеспечивают три подъемника — гондольный и два кресельных. Они способны обслуживать до 6600 пассажиров в час. Действуют системы искусственного оснежения склонов, система освещения трасс для организации вечернего катания. Работает детский конвейерный подъемник SunKid и ледовый каток под открытым небом. В двух туристических деревнях курорта открыты четыре отеля: «Романтик-1», «Романтик-2», «Вертикаль» и «Аллюр» общим фондом 508 мест размещения. В декабре 2013 года на курорте «Архыз» был зарегистрирован первый резидент особой экономической зоны — ООО «Архыз-1650».

### Экологический туризм
В январе 1935 году решением Карачаевского облисполкома был организован заповедник местного значения, а 5 марта 1936 года постановлением № 40 ВЦИК и Совета народных комиссаров РСФСР вынесено решение «Об образовании Тебердинского высокогорного акклиматизационного государственного полного заповедника». Этим постановлением воспрещалось на всей территории заповедника эксплуатация леса, охота и рыбная ловля, но допускалось курортное развитие территории. В 1971 году от Тебердинского заповедника была отчуждена территория Домбайского туристического комплекса площадью 112,5 га.
Тебердинский и Кавказский биосферные заповедники являются одними из наиболее популярных у туристов особо охраняемых природных территорий России. Тебердинский заповедник имеет достаточно развитую инфраструктуру экологического туризма — в нём имеются туристско-экскурсионные объекты, вольеры с животными, музей природы, экологические маршруты.
Одним из популярных видов экологического туризма является конный туризм. Он получил развитие в Карачаево-Черкесии как в одном из регионов, где разведение лошадей является традиционным для населения.

### Лечебно-оздоровительный туризм
В начале 1920-х годов в Карачаево-Черкесии начала зарождаться система рекреационного здравоохранения. Советской Россией была определена общая площадь курортной зоны, составившая около 600 десятин, в том числе 350 десятин на правом берегу реки Теберда и 250 десятин на левом берегу. В 1922 году приехали отдыхать первые курортники . С 1923 года в здании бывшей «Судейской дачи» начал работать первый санаторий для туберкулезных больных. Позднее в посёлке Теберда открылось большое число санаториев и домов отдыха («Горное ущелье», «Клухори», туристическая база «Азгек», гостиница «Теберда» и другие). В настоящее время город Теберда — центр климато-бальнеологического лечения. Здесь расположено несколько туристических баз и санаториев. Также отдыхающим доступен пешеходный туризм, так как имеется много маршрутов, в том числе не требующих специальной подготовки и снаряжения, например, к живописным Бадукским озёрам.

### Событийный туризм
Основу событийного туризма в Карачаево-Черкессии составляют спортивные соревнования. Ежегодно в Архызе проходят соревнования в зимних видах спорта, в которых участвуют спортсмены со всех регионов России. Одним из таких соревнований является Академиада по горнолыжному спорту и сноуборду среди сотрудников научных институтов Российской академии наук. В Черкесске проводятся конные скачки на жеребцах.
Также в Кабардино-Балкарии проводятся творческие фестивали. Среди них Всероссийский фестиваль «Туристская песня на Домбае», фестиваль авторской песни «Горные вершины», ежегодный Всероссийский фестиваль популярной музыки «Ночи Домбая». На Медовых водопадах проводится фестиваль «Два крыла», на котором свое мастерство показывают фотографы и видеографы Северного Кавказа.

### Гастрономический туризм
Несколько тысяч людей ежегодно посещают международный фольклорно-этнографический фестиваль карачаево-балкарской культуры «Праздник айрана на Медовых водопадах». Также проводятся гастрономический фестиваль «Дары Кавказа», гастрономический фестиваль аутентичной и современной кухни юга России «Высокая кухня», на котором 12 республик юга России презентуют лучшие блюда кавказской кухни (в 2019 году фестиваль посетило 4 000 человек).
Туристы имеют возможность попробовать традиционные блюда черкесской кухни: адыгейский сыр (черкесский сыр) и блюда карачаево-балкарской кухни: вяленое и сушеное мясо, хычины.

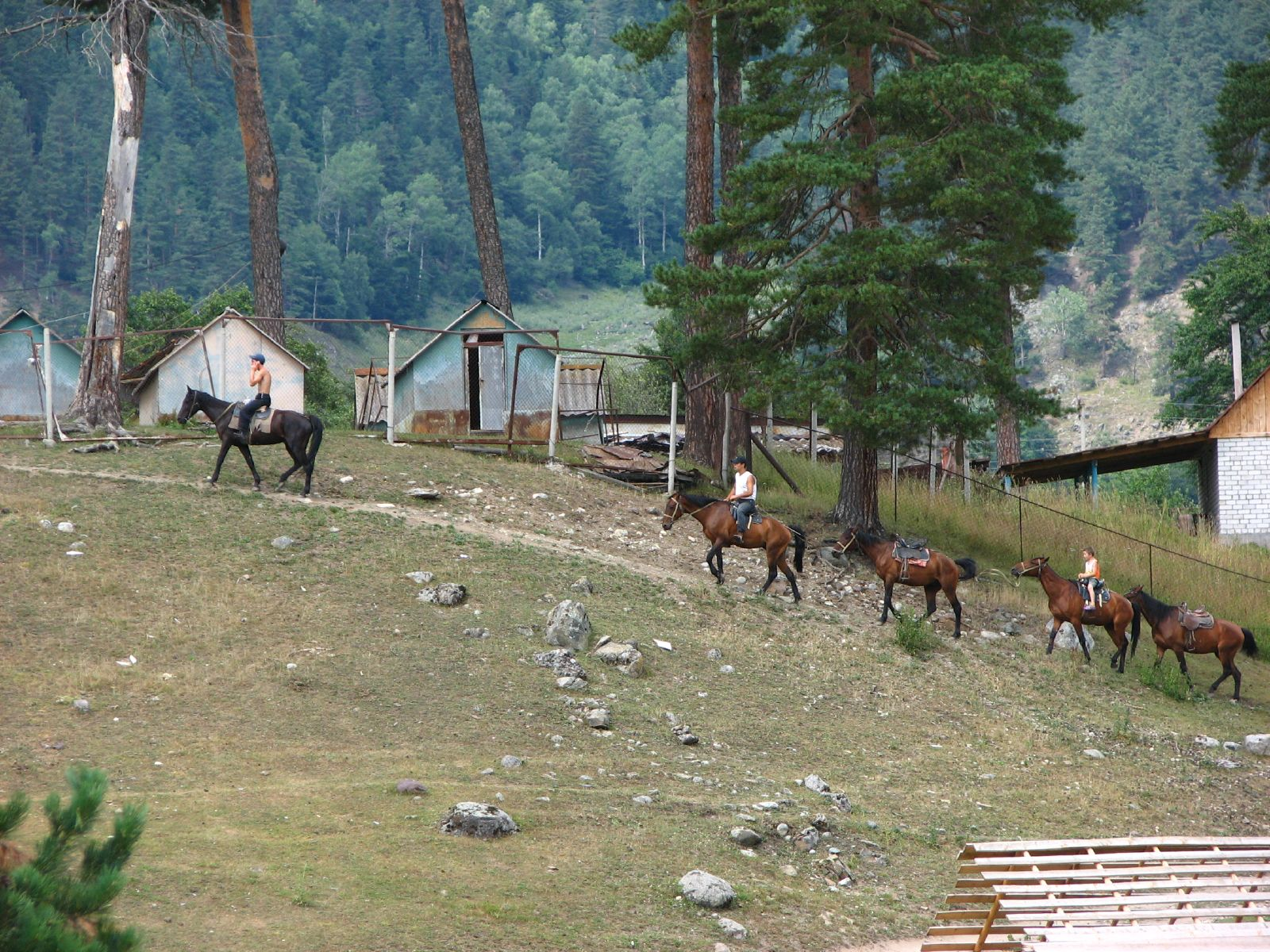
Конная прогулка в Архызе
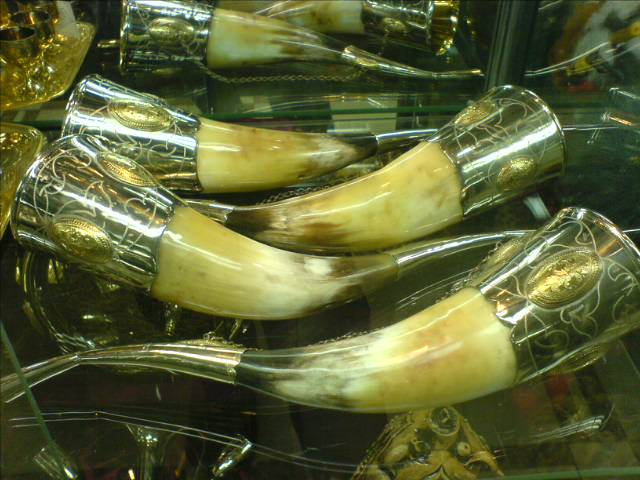
Черкесские сувениры
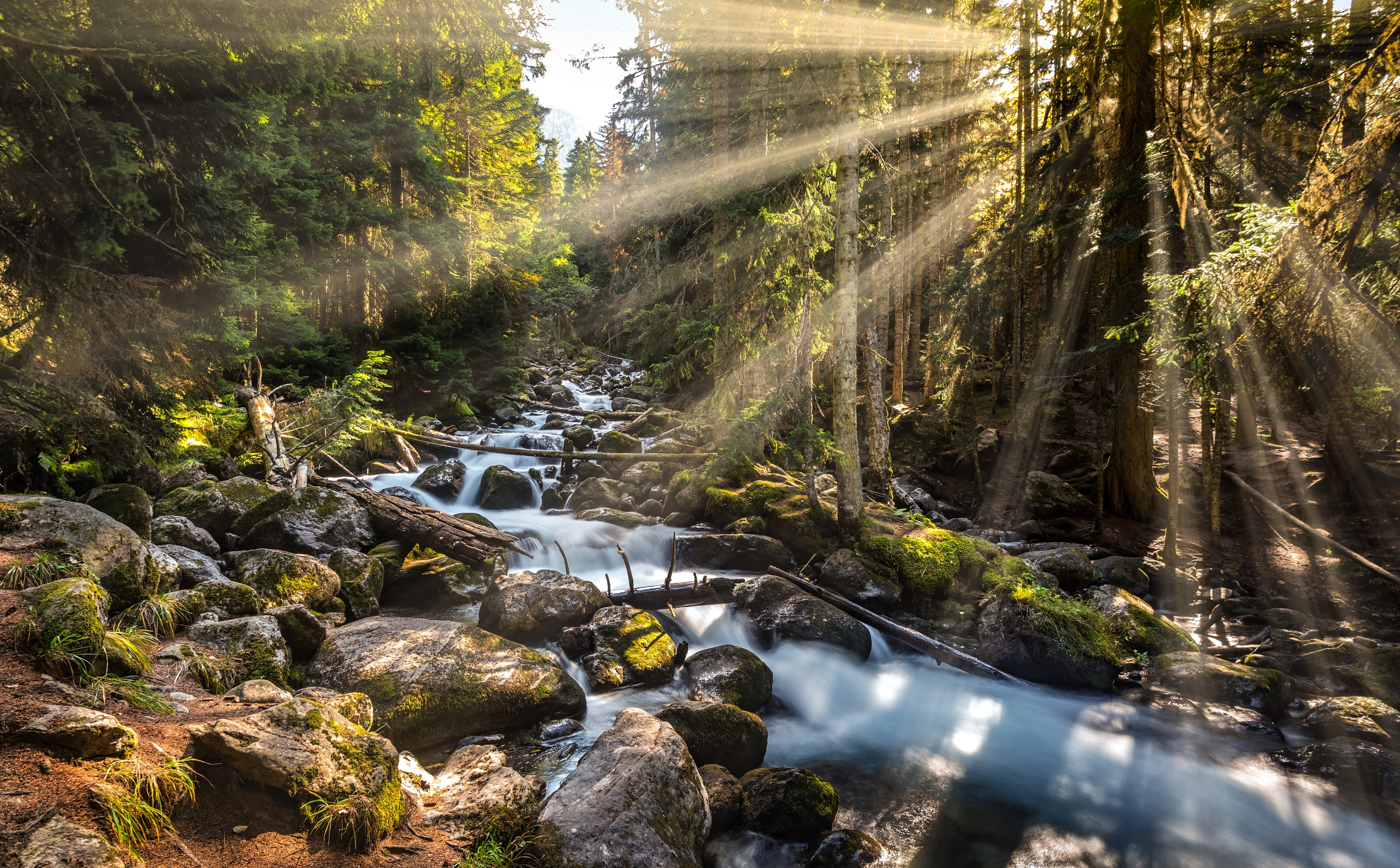
Тебердинский заповедник. Река Уллу-Муруджу
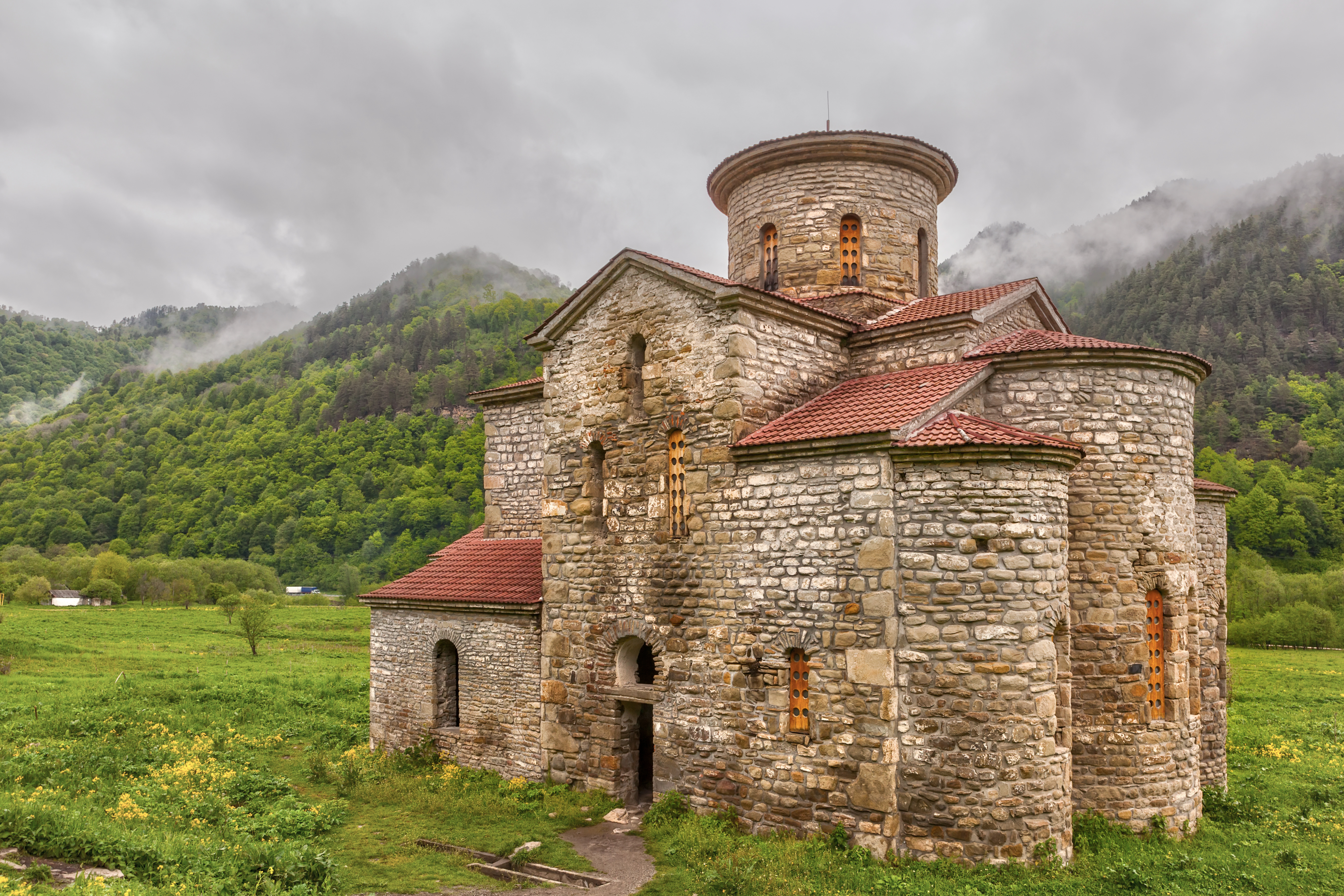
Средний Зеленчукский храм (X век). Нижне-Архызский историко-архитектурный и археологический комплекс